# دوت نت فريموورك
إطار عمل دوت نت (بالإنجليزية: .NET Framework)‏ هو إطار برمجي من مايكروسوفت لتشغيل البرامج يمكن تثبيته على أجهزة الكمبيوتر المحمل عليها أنظمة تشغيل مايكروسوفت ويندوز. ويزود عادةً مع نظام التشغيل (لكل من الأجهزة العميلة والجهاز الخادم وكذلك للموبايل). ويتضمنه نظم التشغيل ويندوز فيستا وويندوز سيرفر 2008. وهو متاح مجاناً على موقع مايكروسوفت للتحميل من على الإنترنت لكل من ويندوز إكس بي وويندوز سيرفر 2003. أما بالنسبة إلى إطار عمل دوت نت المضغوط فهو متاح كذلك للتحميل من الموقع المذكور ولكن كنسخة منفصلة.
إطار عمل دوت نت هو حلقة وصل بين البرنامج ونظام التشغيل، وذلك لإنتاج أو تشغيل برامج مستقلة عن الآلة، أي برامج يمكنها العمل بغض النظر عن البيئة والجهاز الذي تعمل عليه، فقط يجب توفير إطار عمل دوت نت للبرامج التي بنيت أصلاً لهذا الإطار.
يقف إطار عمل الدوت نت بين نظام التشغيل وبرامجنا، ونظام التشغيل يقف بينها وبين العتاد، وهذا يقرب الصورة للفهم، فالبرامج تطلب خدمات من إطار عمل دوت نت، وإطار العمل يوصل هذه الطلبات لنظام التشغيل، ونظام التشغيل يوصل هذه الطلبات للعتاد. وهنا تبرز أهم مزية من مزايا الدوت نت (القابلية للعمل على أي جهاز) فالدوت نت تتوجه لنظام التشغيل حسب نوعه، كما أن نظام التشغيل يتوجه للعتاد حسب نوعه، فبرنامجنا الذي كتبناه على ويندوز إكس بي مثلا، عند تشغيله على نظام فيستا، فإن نفس الأوامر التي كتبناها على إكس بي سيتم تنفيذها في فيستا وذلك لأن إطار الدوت نت يستطيع «التحدث بلغة إكس بي، ويستطيع التحدث بلغة فيستا» مما يعفي المبرمج من إعادة كتابة برنامجه لكل نظام.
المقصود بـ«أي جهاز»: الحواسب المحمولة، هواتف محمولة، حواسيب المساعد الرقمي الشخصي.

## لمحة تاريخية
قامت مايكروسوفت بتطوير إطار عمل دوت نت في نهاية التسعينات، وكان اسم المشروع آنذاك خدمات ويندوز الجيل الثاني (بالإنجليزية: Next Generation Windows Services)‏ أو اختصاراً (NGWS). أُعلن عن الإصدار بيتا من دوت نت 1.0 في أواخر عام 2000.
تم تضمين الإصدار 3.0 من إطار عمل دوت نت في أنظمة ويندوز سيرفر 2008 وويندوز فيستا. وتضمن ويندوز 7 وويندوز سيرفر 2008 R2 الإصدار 3.5 الذي يمكن تنصيبه أيضاً على أنظمة تشغيل ويندوز إكس بي وويندوز سيرفر 2003. في 12 أبريل 2010 أًعلن عن الإصدار 4 من إطار عمل دوت نت على التوازي مع فيجوال ستوديو 2010.
تتضمن عائلة دوت نت إصدارين خاصين بتطبيقات الجوال والأنظمة المضمنة. حيث يوجد إصدار مصغر من إطار عمل دوت نت اسمه إطار عمل دوت نت المدمج (بالإنجليزية: Net Compact Framework.)‏ ويعمل على منصات ويندوز سي إي بما في ذلك أجهزة ويندوز موبايل كالهواتف الذكية. بالإضافة إلى ذلك طور إطار عمل مايكروسوفت الميكروي (بالإنجليزية: NET Micro Framework.)‏ للعمل على الأجهزة التي تمتلك موارداً شحيحة.
| الجيل | رقم الإصدار     | تاريخ الإصدار | أداة التطوير              | أُصدر مع                          | الإصدار السابق |
| ----- | --------------- | ------------- | ------------------------- | -------------------------------- | -------------- |
| 1.0   | 1.0.3705.0      | 2002-02-13    | فيجوال ستوديو دوت نت      | —                                | —              |
| 1.1   | 1.1.4322.573    | 2003-04-24    | فيجوال ستوديو دوت نت 2003 | ويندوز سيرفر 2003                | 1.0            |
| 2.0   | 2.0.50727.42    | 2005-11-07    | فيجوال ستوديو 2005        | ويندوز سيرفر 2003 R2             | —              |
| 3.0   | 3.0.4506.30     | 2006-11-06    | اكسبريشن بلند             | ويندوز فيستا، ويندوز سيرفر 2008  | 2.0            |
| 3.5   | 3.5.21022.8     | 2007-11-19    | فيجوال ستوديو 2008        | ويندوز 7، ويندوز سيرفر 2008 R2   | 2.0، 3.0       |
| 4.0   | 4.0.30319.1     | 2010-04-12    | فيجوال ستوديو 2010        | —                                | —              |
| 4.5   | 4.5.50709.17929 | 2012-08-15    | فيجوال ستوديو 2012        | ويندوز 8، ويندوز سيرفر 2012      | 4.0            |
| 4.5.1 | 4.5.50938.18408 | 2013-10-17    | فيجوال ستوديو 2013        | ويندوز 8.1، ويندوز سيرفر 2012 R2 | 4.0، 4.5       |

## مكوناته
يتكون الإصدار 3.0 من إطار عمل دوت نت من أربع واجهات برمجة تطبيقات هي:
- أساسيات عرض ويندوز (بالإنجليزية: Windows Presentation Foundation)‏
- أساسيات اتصال ويندوز (بالإنجليزية: Windows Communication Foundation)‏
- أساسيات سير عمل ويندوز (بالإنجليزية: Windows Workflow Foundation)‏
- البطاقة الرقمية لويندوز CardSpace (بالإنجليزية: Windows CardSpace)‏

### مزايا الإصدار 4.5.1
يتمتع الإصدار 4.5.1 بالميزات الجديدة التالية:

#### بيئة تطوير أكثر إنتاجية
1. تحسين تنقيح البرامج غير المتزامنة
2. إمكانية تعديل قيم المتحولات والمتابعة أثناء تنقيح البرامج الخاصة بمعالجات من طراز 64 بت
3. إمكانية رؤية القيمة المعادة من الطرق المُدارة
4. تحسينات خاصة بتطوير تطبيقات متجر ويندوز

#### تحسين أداء التطبيقات
1. الإيقاف المؤقت لتطبيقات آي إس بي دوت نت
2. تحسين للترجمة الوقت المناسب التي تعمل على معالجات متعددة الأنوية
3. إمكانية تصغير الذاكرة المستخدمة لتخزين الكائنات الكبيرة الحجم عند الطلب

#### استخدام أكثر سهولة لمكتبات نو جت الخاصة بإطار عمل دوت نت
1. استكشاف أسهل لمكتبات نو جت
2. دعم مكتبات نو جت وصيانتها من خلال تحديثات مايكروسوفت
3. حل المشاكل الناتجة عن وجود إصدارات مختلفة بشكل أوتوماتيكي

كما يتمتع هذا الإصدار بالعديد من الميزات الأخرى الهامة مثل:
- حزمة نو جت تتضمن المكتبات الخاصة بعميل بروتوكول بروتوكول نقل النص الفائق
- حزمة نو جت لدعم المجموعات الغير قابلة للتعديل (بالإنجليزية: Immutable Collections)‏
- مصرّف إطار عمل دوت نت الجديد للترجمة في الوقت المناسب المسمى RyuJIT

## وصلات خارجية
- الموقع الرسمي